# Anthanthron
Anthanthron ist eine chemische Verbindung. Es leitet sich strukturell vom Anthanthren ab und besitzt zwei Carbonylgruppen. Es weist damit Ähnlichkeiten zu Anthrachinon auf.

## Gewinnung und Darstellung
Anthanthron kann durch Dehydratisierung von 1,1′-Dinaphthyl-2,2′-dicarbonsäure oder 1,1′-Dinaphthyl-8,8′-dicarbonsäure mit Schwefelsäure, Chlorsulfonsäure oder Aluminiumchlorid gewonnen werden, wobei die Dicarbonsäuren wiederum ausgehend von 1-Aminonaphthalin dargestellt werden können. Diese Synthese wurde bereits bei der ersten Beschreibung der Verbindung von Ludwig Kalb im Jahr 1914 angewendet.

## Eigenschaften
Anthanthron ist bemerkenswert widerstandsfähig gegenüber der Einwirkung von Alkalien und Oxidationsmitteln. Eine Sulfierung tritt nur schwer ein, leicht dagegen Nitrierung in Gegenwart von konzentrierter Schwefelsäure. Anthanthron besitzt eine Kristallstruktur mit der Raumgruppe P21/c (Raumgruppen-Nr. 14).

## Verwendung
Anthanthron ist unsubstituiert ohne technische Bedeutung. Einzig 4,10-Dibromanthanthron wird technisch als Pigment genutzt und zählt zu den lichtechtesten und wetterechtesten organischen Pigmenten. Das gelbstichigere 4,10-Dichloranthanthron ist als Pigment ohne Bedeutung.